# Hutapaung Utara
Hutapaung Utara is een bestuurslaag in het regentschap Humbang Hasundutan van de provincie Noord-Sumatra, Indonesië. Hutapaung Utara telt 1028 inwoners (volkstelling 2010).